# Mercedes Sola
Mercedes Sola (1879 - 27 de octubre de 1923) fue una escritora, educadora y activista puertorriqueña por los derechos de las mujeres. Junto a Isabel Andreu de Aguilar (1887-1948) y Ana Roque de Duprey (1853-1933), fue una reconocida feminista que en 1917, participó de la fundación de la Liga Femínea Puertorriqueña, la primera organización adscrita a este movimiento en dicho país.
En su labor como activista, fue junto a Ana Roque, Beatriz Lassalle, Carmen Gómez y Olivia Paoli, una de las principales artífices de la campaña sufragista en Puerto Rico a partir de la década de 1920; en este marco, fue una de las líderes de la Asociación Puertorriqueña de Mujeres Sufragistas. En 1922 publicó Feminismo: estudio sobre su aspecto social, económico y político, texto en el que exige el derecho al voto universal en la sociedad de su país y que se transformó en un referente dentro del feminismo contemporáneo.
Además, fue cofundadora de la revista feminista La Mujer del Siglo XX, publicación de carácter quincenal destinada a la defensa de los derechos de la mujer.